# 2010年亞洲運動會自行車比賽
2010年亞洲運動會自行車比賽於11月13日至23日舉行，分场地赛、公路赛、小轮车和越野赛4大类，共產生18枚金牌。其中场地自行车与小轮车于广州自行车轮滑中心举行，公路自行车于大学城铁人三项赛场举行，山地自行车于大夫山自行车场举行。

## 獎牌榜

### 場地單車
| 排名 | 国家／地区      | 金牌 | 银牌 | 铜牌 | 總數 |
| ---- | --------------- | ---- | ---- | ---- | ---- |
| 1    | 中国（CHN）     | 5    | 2    | 4    | 11   |
| 2    | 韩国（KOR）     | 2    | 1    | 0    | 3    |
| 3    | 中国香港（HKG） | 1    | 4    | 1    | 6    |
| 4    | 马来西亚（MAS） | 1    | 1    | 0    | 2    |
| 5    | （UZB）         | 1    | 0    | 0    | 1    |
| 6    | 日本（JPN）     | 0    | 2    | 1    | 3    |
| 7    | 伊朗（IRI）     | 0    | 0    | 2    | 2    |
| 8    | 泰国（THA）     | 0    | 0    | 1    | 1    |
| 8    | 中华台北（TPE） | 0    | 0    | 1    | 1    |
| 總計 | 總計            | 10   | 10   | 10   | 30   |

### 山地單車
| 排名 | 国家／地区      | 金牌 | 银牌 | 铜牌 | 總數 |
| ---- | --------------- | ---- | ---- | ---- | ---- |
| 1    | 中国（CHN）     | 1    | 1    | 1    | 3    |
| 2    | 中国香港（HKG） | 1    | 0    | 0    | 1    |
| 3    | 日本（JPN）     | 0    | 1    | 1    | 2    |
| 總計 | 總計            | 2    | 2    | 2    | 6    |

### 小輪車
| 排名 | 国家／地区      | 金牌 | 银牌 | 铜牌 | 總數 |
| ---- | --------------- | ---- | ---- | ---- | ---- |
| 1    | 中国（CHN）     | 1    | 0    | 1    | 2    |
| 2    | 中国香港（HKG） | 1    | 0    | 0    | 1    |
| 3    | 日本（JPN）     | 0    | 2    | 1    | 3    |
| 總計 | 總計            | 2    | 2    | 2    | 6    |

### 公路單車
| 排名   | 国家／地区        | 金牌 | 银牌 | 铜牌 | 總數 |
| ------ | ----------------- | ---- | ---- | ---- | ---- |
| 1      | 韩国（KOR）       | 2    | 0    | 0    | 2    |
| 2      | 中国香港（HKG）   | 1    | 0    | 0    | 1    |
| 2      | 中华台北（TPE）   | 1    | 0    | 0    | 1    |
| 4      | 中国（CHN）       | 0    | 1    | 2    | 3    |
| 5      | 日本（JPN）       | 0    | 1    | 0    | 1    |
| 5      | （KGZ）           | 0    | 1    | 0    | 1    |
| 5      | 印度尼西亚（INA） | 0    | 1    | 0    | 1    |
| 8      | 伊朗（IRI）       | 0    | 0    | 1    | 1    |
| 8      | 泰国（THA）       | 0    | 0    | 1    | 1    |
| 總計： | 總計：            | 4    | 4    | 4    | 12   |

## 各項成績

### 場地單車
- 比賽日期：2010年11月13日至11月17日
- 比賽地點：廣州自行車輪滑中心

| 項目            | 金牌                                            | 银牌                                                | 铜牌                                                                            |
| 男子個人追逐賽  | 張仙載（韩国）                                  | 張敬樂（中国香港）                                  | 李维（中国）                                                                    |
| 男子團體追逐賽  | 韩国（KOR） · 趙浩成 · 黃仁奕 · 朴善皓 · 張仙載 | 中国香港（HKG） · 蔡其皓 · 郭灏霆 · 張敬樂 · 張敬煒 | 中国（CHN） · 姜曉 · 李维 · 王杰 · 王明偉                                       |
| 男子團體爭先賽  | 中国（CHN） · 成昌松 · 張磊 · 張淼              | 日本（JPN） · 成田和也 · 渡邊一成 · 新田祐大        | 伊朗（IRI） · 法爾希德·法爾西-内賈迪安 · 哈桑-阿里·瓦爾普什提 · 馬哈茂德·帕拉什 |
| 男子爭先賽      | 張磊（中国）                                    | 北津留翼（日本）                                    | 新田祐大（日本）                                                                |
| 男子記分賽      | 弗拉基米爾·圖伊奇耶夫（）                       | 黃金寶（中国香港）                                  | 邁赫迪·蘇赫拉比（伊朗）                                                         |
| 男子凱林賽      | 穆赫德.阿茲祖·哈斯尼·阿旺（马来西亚）           | 伍安臨（马来西亚）                                  | 張淼（中国）                                                                    |
| 女子個人追逐賽  | 姜帆（中国）                                    | 李敏慧（韩国）                                      | 吳超梅（中国）                                                                  |
| 女子500米計時賽 | 李慧詩（中国香港）                              | 郭爽（中国）                                        | 蕭美玉（中华台北）                                                              |
| 女子爭先賽      | 郭爽（中国）                                    | 林俊红（中国）                                      | 李慧詩（中国香港）                                                              |
| 女子記分賽      | 劉馨（中国）                                    | 黃蘊瑤（中国香港）                                  | 參彭·農達信（泰国）                                                             |

### 山地單車
- 比賽日期：2010年11月18日
- 比賽地點：大夫山自行车场

| 項目           | 金牌               | 银牌             | 铜牌             |
| 男子山地越野赛 | 陳振興（中国香港） | 山本幸平（日本） | 段志強（中国）   |
| 女子山地越野赛 | 任成遠（中国）     | 史慶蘭（中国）   | 片山梨繪（日本） |

### 小輪車
- 比賽日期：2010年11月19日
- 比賽地點：广州自行车轮滑中心

| 項目      | 金牌                 | 银牌             | 铜牌             |
| 男子BMX賽 | 王史提芬（中国香港） | 阪本章史（日本） | 三瓶将廣（日本） |
| 女子BMX賽 | 馬麗芸（中国）       | 三輪郁佳（日本） | 嶽叢（中国）     |

### 公路單車
- 比賽日期：2010年11月20日至11月22日
- 比賽地點：大学城铁人三项场

| 項目               | 金牌               | 银牌                             | 铜牌                    |
| 男子公路個人賽     | 黃金寶（中国香港） | 宮澤崇史（日本）                 | 鄒镕禧（中国）          |
| 男子公路個人計時賽 | 崔亨敏（韩国）     | 尤金·瓦克（）                    | 侯賽因·阿斯卡裏（伊朗） |
| 女子公路個人賽     | 萧美玉（中华台北） | 桑蒂亚·特里·库苏马（印度尼西亚） | 赵娜（中国）            |
| 女子公路個人計時賽 | 李敏慧（韩国）     | 姜帆（中国）                     | 參彭·農達信（泰国）     |